# Ахмед Ахмедов
Ахмед Їлмазов Ахмедов (болг. Ахмед Йълмъзов Ахмедов, нар. 4 березня 1995, Планиниця) — болгарський футболіст турецького походження. Нападник клубу «Спартак (Варна)».

## Клубна кар'єра
Народився 4 березня 1995 року у селі Планиниця Бургаської області. Почав займатися футболом в академії бургаського «Чорноморця» у 2007 році. Через рік перейшов до академії іншого клубу з Бургаса — «Нафтохімік».
У сезоні 2013/14 повернувся до «Чорноморця», у складі якого вперше зіграв на професійному рівні в рамках Кубка Болгарії. У наступному сезоні перейшов у «Бургас», який виступав у Професійній футбольній групі «Б». З 2016 по 2018 грав за «Поморіє», разом з яким посів друге місце в другому за силою дивізіоні Болгарії.
Влітку 2018 став гравцем клубу «Дунав». Дебютував у вищому дивізіоні чемпіонату Болгарії 20 липня 2018 року в матчі проти «Вітоші» з Бістриці (1:2).
Взимку 2020 року підписав контракт із столичним ЦСКА (Софія). За підсумками сезону 2019/20 «армійці» здобули срібло чемпіонату Болгарії та дійшли до фіналу Кубка Болгарії. 27 серпня 2020 року дебютував у єврокубках у матчі кваліфікації Ліги Європи проти мальтійського «Сіренса» (2:1). У вересні 2020 року стало відомо, що футболіст склав позитивний тест на COVID-19. Після того, як у команду прийшли нападники Хорді Кайседо та Бісмарк Чарльз, Ахмедов втратив місце в основному складі.
У лютому 2021 перейшов на правах піврічної оренди в «Нефтчі» (Баку). Зарплату гравця у новому клубі було збільшено вдвічі порівняно з його доходом до ЦСКА. У разі викупу контракту болгарського футболіста керівництво «Нефтчі» мало заплатити за нього 150 тисяч євро. Дебют Ахмедова в чемпіонаті Азербайджану відбувся 20 лютого 2021 року в матчі проти «Габали» (1:0). З командою став чемпіоном Азербайджану. По закінченні сезону, після закінчення терміну оренди, повернувся в ЦСКА. Після закінчення контракту 23 травня 2022 року розлучився з ЦСКА.
У червні 2022 року Ахмедов приєднався до «Славії» (Софія).

## Кар'єра в збірній
У 2015 році викликався в розташування молодіжної збірної Болгарії, однак у складі команди Ахмедов так і не зіграв.

## Досягнення
- Чемпіон Азербайджану: 2020/21 pp.
- Володар Кубка Болгарії 2021 p.